# Birgit Engell
Birgitte Sigrid Frieda Engell Nikolajsen (født 18. september 1882 i Berlin, død 27. juli 1973 i Grenaa) var en dansk operasanger (sopran).
Hun var datter af fabrikant Herman Adolph Engel (1849-1927) og Wilhelmine Sophie Charlotte Rasmussen (1857-1938) og voksede op i Danmark, men kom som 16-årig tilbage til Berlin, hvor hun fik sangundervisning af Etelka Gerstner. Hun læste også hos professor Alfredo Cairati i Zürich, der henviste hende til operascenen. Fra 1912 til 1920 var hun knyttet til Staatsoper Unter den Linden, hvor hun havde en lang række klassiske og moderne lyriske koloraturpartier. Også koncertsang dyrkede hun med stort held, og hun var fra 1920 gæstekunstner ved Det Kongelige Teater. Her var hun 1927-1931 fastansat.
Blandt hendes roller var Rosina i Barberen i Sevilla og Susanne i Figaros Bryllup.
Hun modtog i 1937 Tagea Brandts Rejselegat.
Privat var hun gift to gange, først 1911-1926 med operasanger, sangpædagog og professor Hans Erwin Hey (1877-1943) og dernæst fra 1937 med proprietær Aage Nicolaj Bønløkke Nikolajsen (1877-1962).
Hun er bisat på Gentofte Kirkegård.